# احمد عیتانی
احمد عیتانی (عربی: أحمد محمد نجيب عيتاني؛ زادهٔ ۲۶ فوریهٔ ۱۹۷۹) بازیکن فوتبال اهل لبنان بود.
از باشگاه‌هایی که در آن بازی کرده‌است می‌توان به باشگاه ورزشی العهد اشاره کرد.
وی همچنین در تیم ملی فوتبال لبنان بازی کرده‌است.